# Улюпай
Улюпай (кит. 伍柳派, пиньинь Wŭliŭpài) — школа даосизма, основное внимание в которой уделяется практике внутренней алхимии (нэйдань). Название школы означает Школа У Чунсюя и Лю Хуаяна, образовано по фамилиям учителей. Другие названия: Улюфапай (кит. 伍柳法派, пиньинь Wŭliŭfăpài), буквально — Школа Метода У Чунсюя и Лю Хуаяна; Улюсяньцзун (кит. 伍柳仙宗, пиньинь Wŭliŭxiānzōng), буквально — Учение Бессмертных У Чунсюя и Лю Хуаяна; Сяньфо (кит. 仙佛, пиньинь Xiānfó), буквально — [Школа] Бессмертных и Будд.

## Фундаментальные принципы

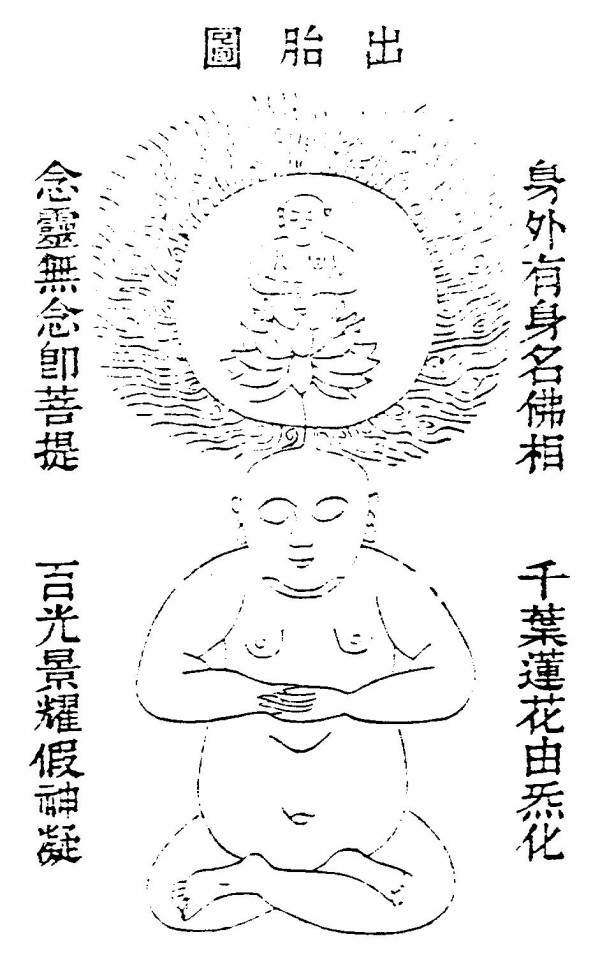
Иллюстрация к пятой главе «Трактата о познании судьбы» Лю Хуаяна. Одна из высших ступеней практики внутренней алхимии — «выход бессмертного зародыша».

Доктрина школы изложена в книгах её основателей: «Общее учение бессмертных и будд» и «Правильные принципы небесного бессмертия» У Чунсюя, а также «Трактат о познании судьбы» и «Удостоверяющее учение золотых бессмертных» Лю Хуаяна.
Основной акцент в школе делается на практику внутренней алхимии, целью которой является обретение Дао и достижения состояния «бессмертного и будды» (сяньфо) путём объединения человеком его сердечной природы (син) и судьбы (мин).
Характерной особенностью школы является постулирование единства принципов даосизма и раннего чань-буддизма. Так об этом в своих исследованиях пишет Е. А. Торчинов:
Со временем на бессмертных стали смотреть как на даосских аналогов Будд, что привело в 16-17 веках к созданию синкретических школ (с даосской доминантой) сянь-фо (бессмертных-будд), в которых положения буддийской доктрины воспринимались исключительно через призму даосской традиции»
На рубеже XVI-XVII вв. во внутренней алхимии появилось новое направление, созданное даосом У Чунсюем и несколько реформированное в XVIII в. Лю Хуа-яном. Это направление получило название "школы бессмертных-будд" (сянь-фо пай), поскольку, оставаясь по сути своей вполне даосским, активно использовало буддийскую терминологию и ставило знак равенства между даосским бессмертием и состоянием Будды [Другое название этого направления (по фамилиям его создателей) — "школа У-Лю"].

## Переведенные трактаты
На данный момент на европейские языки было переведено два трактата школы: первым является «Трактат о познании судьбы» Лю Хуаяна. Впервые он был переведен на немецкий язык секретарем Китайского института во Франкфурте-на-Майне Ло Лянцзюем; перевод был выполнен по инициативе Рихарда Вильгельма и вышел в печать в 1926 году под его редакцией в периодическом издании «Chinesische Blätter für Wissenschaft und Kunst».. Позднее с этого перевода французским исследователем даосизма Андре Прео был сделан франкоязычный перевод, изданный в 1934 году в возглавляемом на тот момент известным традиционалистом Рене Геноном журнале «Le Voile d’Isis».
В 1957 году германоязычный перевод переиздается в качестве дополнения к переводу Рихарда Вильгельма с комментариями Карла Густава Юнга трактата «Тайна золотого цветка» в составе пятого издания книги. В 1969 году в рамках очередного переиздания «Тайны» на английском языке в переводе с немецкого Кэри Ф. Бэйнс печатается также англоязычный перевод «Трактата о познании судьбы».
Существуют два русскоязычных перевода трактата: первый был выполнен В. В. Малявиным и под названием «Книга сознания и жизни» вошёл в состав книги «Восхождение к Дао: Сборник (Чэнь Кайго, Чжэнь Шуньчао)»; второй принадлежит О. Г. Калистратову и существует на данный момент только в электронном варианте. Помимо этого, имеется более поздний самостоятельный, не опирающийся на текст Ло-Вильгельма, англоязычный перевод Евы Вонг, вышедший в печать под названием «Cultivating the Energy of Life». Трактат "Удостоверяющее учение золотых бессмертных" Был переведён на немецкий язык и издан в 1987 году под названием «Das Grosse Werk: Anweisungen zur taoistischen Meditation».

## История
Школа Улюпай была основана на рубеже династий Мин и Цин, в XVI — XVII веках.
Основателями школы считаются даос У Чунсюй (Шоуян), изначально принадлежавший подшколе Драконовых Врат (кит. 龍門派) школы Совершенной Истины, и его ученик, перешедший в даосизм чаньский монах Лю Хуаян, оба родом из города Юйчжан (совр. Наньчан). Школа получила название по фамилиям основателей.
Е. А. Торчинов называет основателя школы У Чунсюя одним из ведущих представителей внутренней алхимии.

## Позднейшие ответвления школы
Наиболее известной линией передачи такого рода является школа Сяньтяньпай. Известность она получила благодаря трактату Чжао Бичэня «Тайны совершенствования природы и судьбы». Трактат переведён на английский язык исследователем и популяризатором китайских практик Лу Куаньюем (Lu K’uan Yu), известным также как Чарльз Люк (Charles Luk), и издан под названием «Taoist Yoga, Alchemy and Immortality». С упомянутого английского перевода Е. А. Торчиновым был сделан русскоязычный перевод текста — «Даосская йога: Алхимия и бессмертие». Ортодоксальная школа Улюпай не признает за Сяньтяньпай полной преемственности.

## Школа Улюпай в России
С сентября 2007 года официально функционирует российское отделение школы Улюпай с центром в Санкт-Петербурге. Филиалы существуют в нескольких городах России и ближнего зарубежья.